# Мариана Калчева
Мариана Калчева е българска попфолк певица.

## Биография и творчество
Кариерата ѝ започва през 1999 г. като солистка на оркестър „Кристал“. Записва попфолк и фолклорни песни за музикална компания „Пайнер“ в периода от 1999 до 2007 г., а от 2009 г. е самопродуциращ се изпълнител. Записва фолклорни песни за телевизия „Тянков ТВ“. През 2011 г. записва баладата „Изгубена“, която е започната през 2007 г. и впоследствие завършена 4 години по-късно. В края на 2019 г. се завръща с песента „Петък 13“. Най-популярните песни от репертоара ѝ са „Една любов не стига“, „Пастичка“, „Изплакани очи“, „Добро утро, пиянице“, „Шефа“, както и дуетите с Рейхан и Амет – „Хубав си, сладък си“ и „Чат, чат“.

## Дискография
- Една целувка (1999)
- В новия век (1999)
- Божествена жена (2000)
- Магия (2001)
- Влюбено сърце (2003)